# 애스턴 마틴 밴티지 GT2
애스턴 마틴 밴티지 GT2(영어: Aston Martin Vantage GT2)는 애스턴 마틴에서 애스턴 마틴 밴티지를 베이스로 제작된 레이스카이다.